# Parafia św. Marii Magdaleny i św. Stanisława Biskupa w Szczepanowie
Parafia pw. Świętej Marii Magdaleny i Świętego Stanisława biskupa w Szczepanowie − parafia rzymskokatolicka znajdująca się w diecezji tarnowskiej w dekanacie Szczepanów. Parafia erygowana w XI wieku. Mieści się przy ulicy św. Stanisława. Prowadzą ją księża diecezjalni. 

## Historia
Parafia w Szczepanowie powstała w XI w., a jej fundację przypisuje się św. Stanisławowi ze Szczepanowa. Pierwsza wzmianka o istnieniu parafii pochodzi z ok. 1230 r. Początkowo istniały dwa kościoły drewniane. Pierwszy kościółek fundacji św. Stanisława miał przetrwać do XIII w., drugi został rozebrany około 1470 r. Z fundacji Jana Długosza wzniesiono nową, murowaną świątynię. Kościół ten został gruntownie odnowiony w latach 1850−1864, a w latach 1907−1914 został znacząco rozbudowany.
Parafia jest równocześnie sanktuarium św. Stanisława biskupa i męczennika, głównego patrona Polski, w tej parafii urodził się ten święty. W parafii znajduje się kaplica narodzenia św. Stanisława powstała w 1861 r. w miejscu gdzie według przekazu miał narodzić się św. Stanisław. Kaplica powstała w miejscu wcześniejszej kaplicy drewnianej, pochodzącej z 1596 r., która uległa zniszczeniu w 1780 r. W miejscu, gdzie znajdował się dom Welisława i Bogny (rodziców św. Stanisława), znajduje się kościół św. Stanisława.
W 1998 r. bp tarnowski Wiktor Skworc mocą dekretu powołał do istnienia dekanat szczepanowski. 
W 2003 r. kościół parafialny został podniesiony do godności bazyliki mniejszej.
Przy bazylice powstał Panteon świętych i błogosławionych razem z ołtarzem polowym. 

## Proboszczowie
Lista (wybranych) księży proboszczów parafii szczepanowskiej:
- ks. Jan Długosz
- ks. Krzysztof Antoni Szembek
- ks. Maciej Tylkowski (1784−1825)
- ks. Jan Ewangelista Cyburski (1826−1850)
- ks. Wojciech Bobek (1850−1893)
- ks. Szczepan Kossecki (1893−1932)
- ks. Władysław Mendrala (1932−1969)
- ks. Marcin Rojek (1969−1973)
- ks. Władysław Bielatowicz (1973−2001)
- ks. Władysław Pasiut (2001−2023)
- ks. Marcin Kokoszka (2023−2024)[6]
- ks. Piotr Gawenda (2024 − nadal)[7]

Ze Szczepanowa pochodziło m.in. trzech biskupów: bp Stanisław Szczepanowski (bp krakowski i święty kościoła), bp Krzysztof Antoni Szembek (prymas Polski) oraz bp Jan Styrna (ordynariusz elbląski).